# 이천 도자기 축제
이천 도자기 축제(利川陶瓷器祝祭)는 대한민국 경기도 이천시 설봉공원 및 도예촌에서 열리는 경기도 축제 중 하나이다.

## 주제
이천 도자기 축제는 우수한 이천 도자기를 세계에 알리고 전통 도자문화의 저변확대 및 지역 경제 활성화를 위한 목적으로 해마다 한달여간 이천시도자기축제추진위원회의 주관으로 매년 한달간 열리고 있는 문화 축제이다.

## 역사
이천 도자기 축제는 1987년에 처음 시작하였으며 외국인들의 참여로 국제적인 축제로 거듭나고 있다.
이천에서는 2년에 한 번, 9월 또는 10월에 세계 도자 비엔날레가 열린다.

## 갤러리

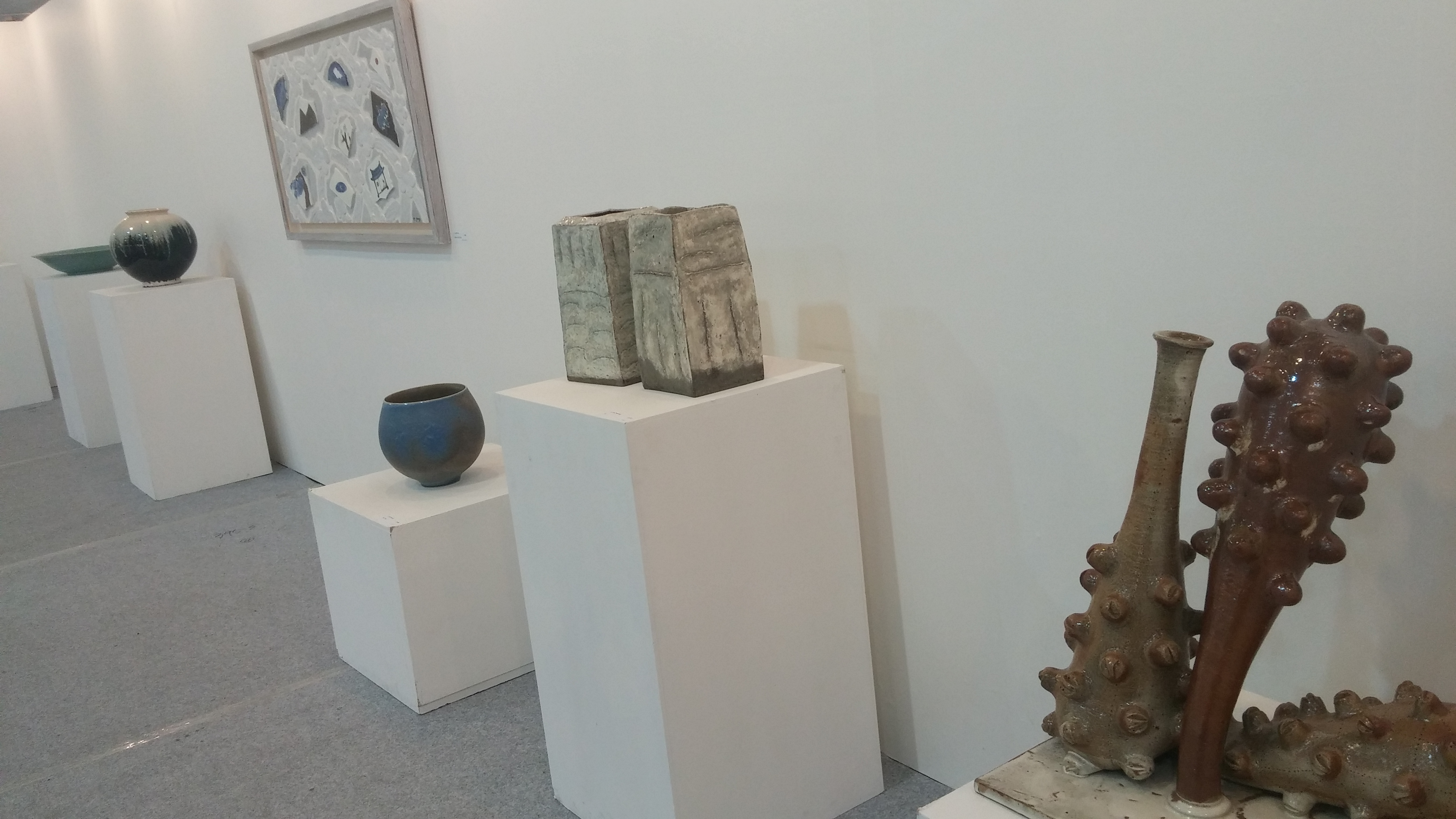
이천 도자기 축제 전시장
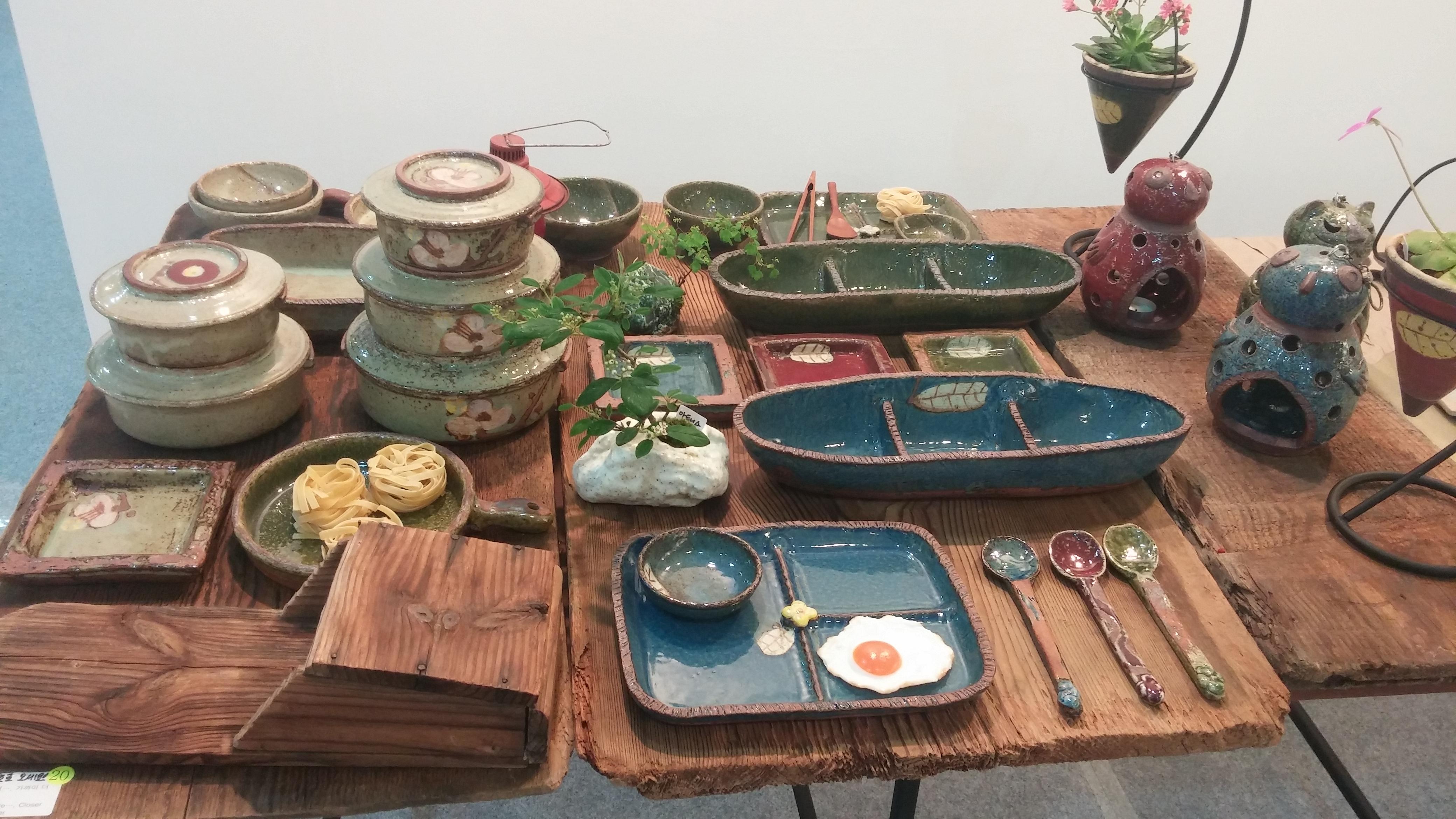
전시된 도자 세트
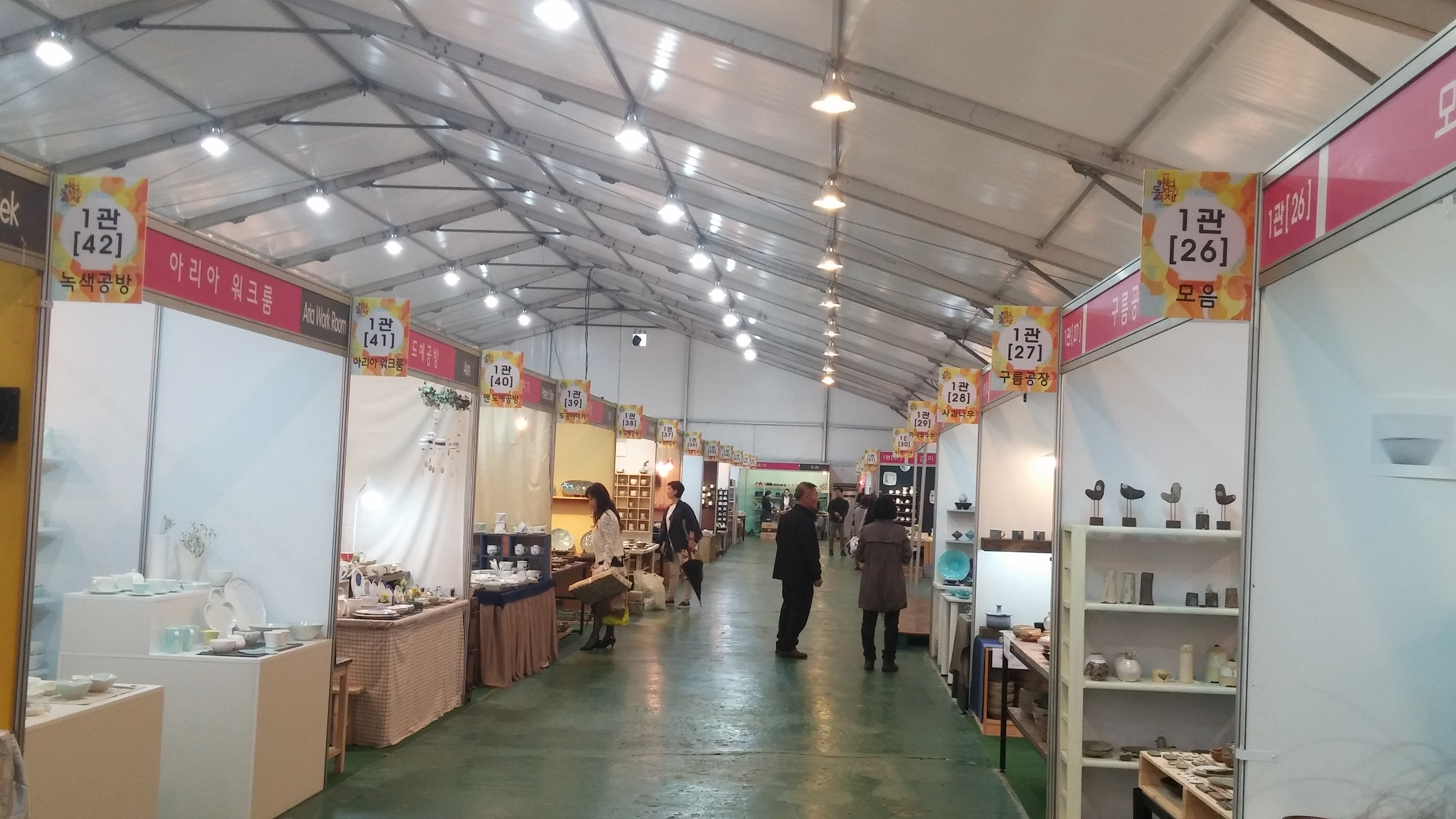
이천 도자기 전시장 부스
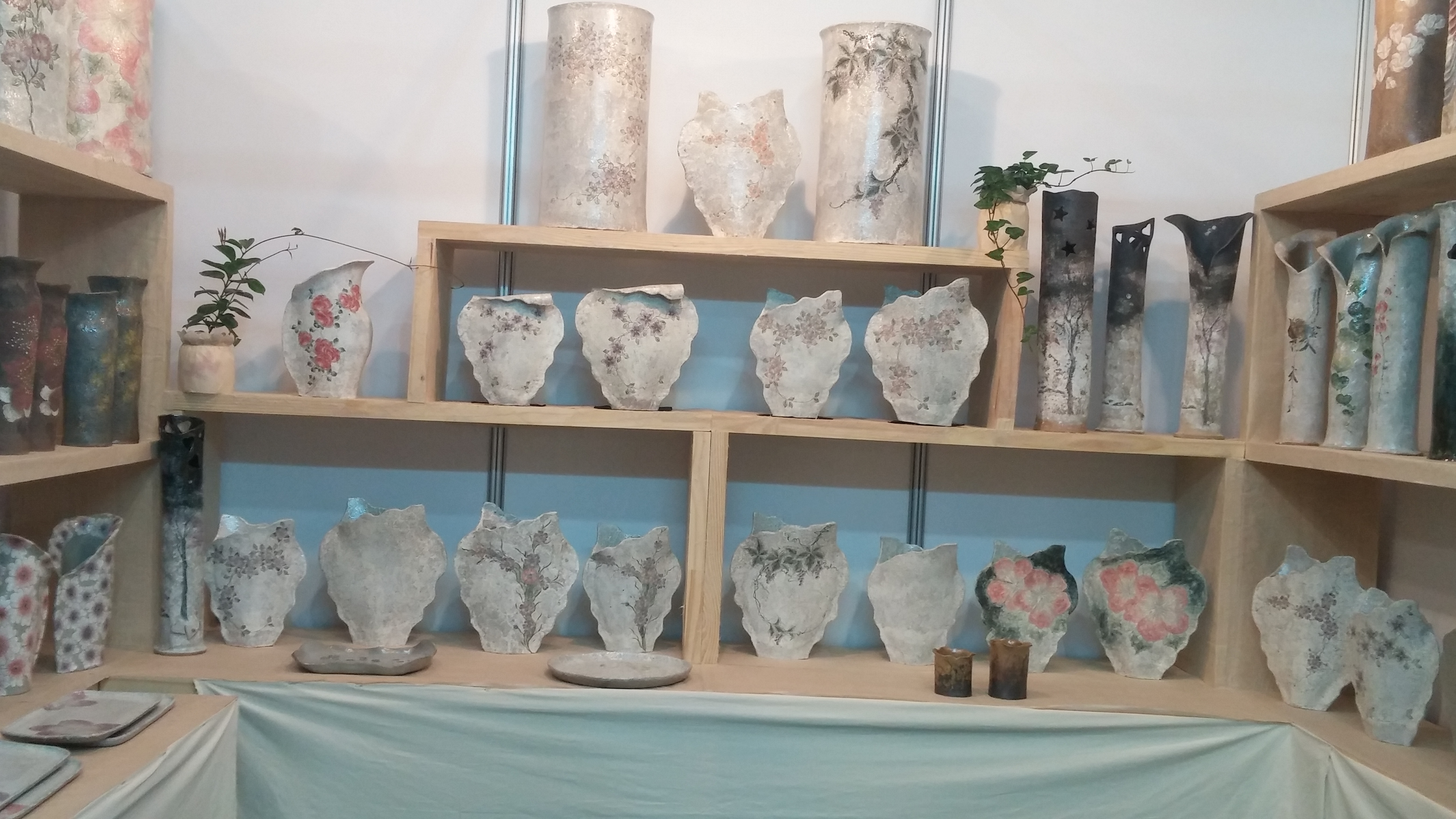
이천 도자기 전시장 진열대
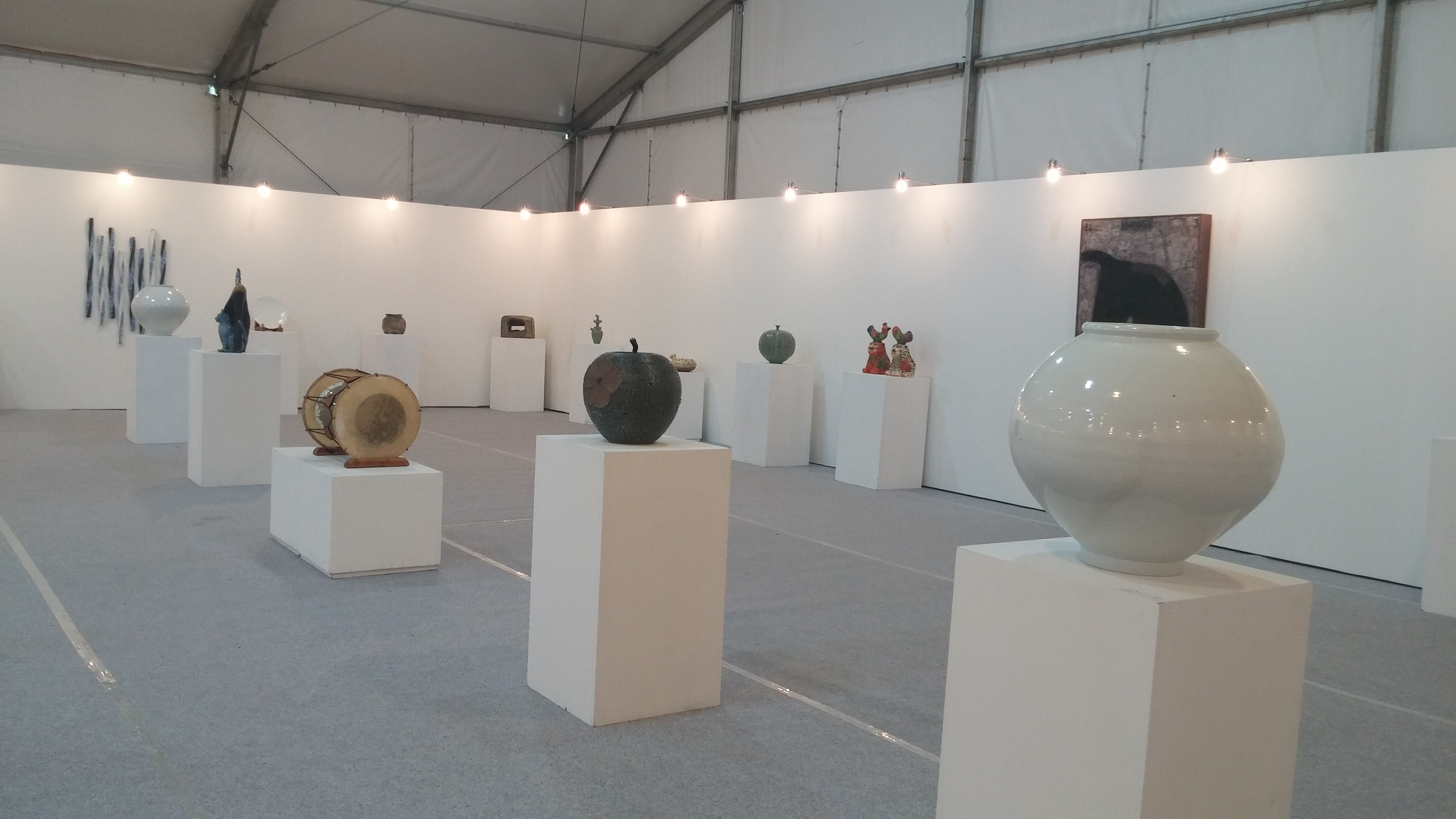
이천 도자기 전시장
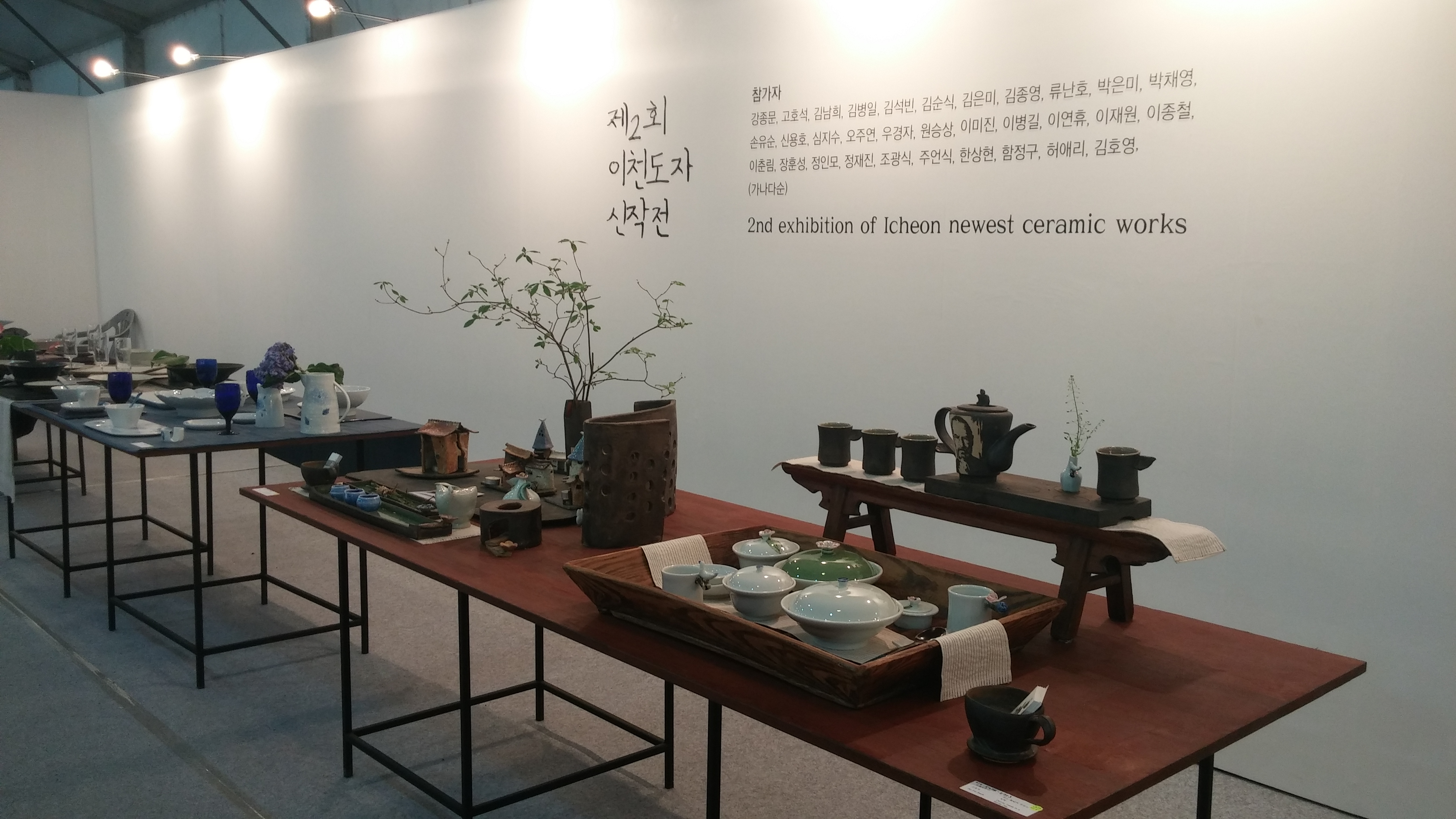
이천 도자기 전시장
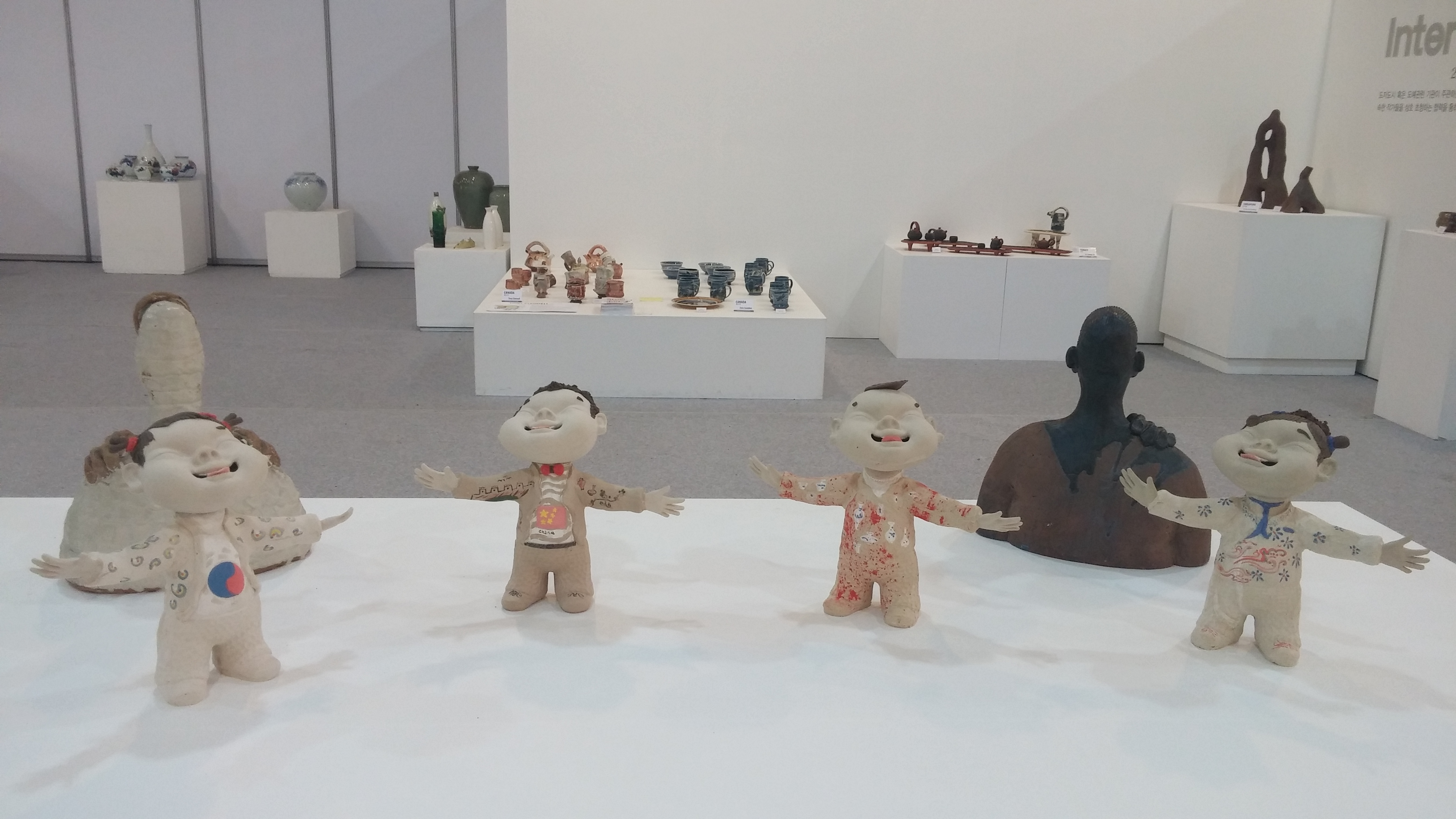
전시된 도자기 인형

## 같이 보기
- 이천 도자기 마을
- 설봉공원
- 도예촌